# Champignolles (Eure)
Champignolles – miejscowość i dawna gmina we Francji, w regionie Normandia, w departamencie Eure. W 2013 roku populacja ówczesnej gminy wynosiła 41 mieszkańców. 
Dnia 1 stycznia 2019 roku połączono dwie wcześniejsze gminy: Champignolles oraz La Vieille-Lyre. Siedzibą gminy została miejscowość La Vieille-Lyre, a nowa gmina przyjęła jej nazwę. 